# سیارک ۹۲۵۱
سیارک ۹۲۵۱ (به انگلیسی: 9251 Harch، نامگذاری:4896P-L) نه هزار و دویست و پنجاه و یکمین سیارک کشف شده‌است که در ۲۶ سپتامبر ۱۹۶۰ کشف شد.
قدر مطلق سیارک برابر ۱۴٫۱۰ است.